# Amrus ibn Júszuf
Amrus ibn Júszuf (arabul: عمروس بن يوسف المولد ﺍﻟﻟﺎﺮﺿﻰ) egy tisztázatlan birtokú muwallad nemes volt, I. al-Hakam córdobai emír egyik kedvenc tábornoka. Az Amrusz bizonnyal az Ambrose név arabos alakja.
Ambrose szülei valószínűleg vizigót nemesek voltak, de erre csak nevéből következtetnek. Az első konkrét adat szerint ő és egy bizonyos Shabrit nevű, meg nem határozott fokú rokona Ajszun ibn Szulajmánnak, Barcelona és Girona kormányzójának voltak vazallusai — ebből következtethetünk arra, hogy birtokaik valahol Katalóniában lehettek. 

## I. Hisám uralma alatt (788–796)
Amikor az iszlám időszámítás szerint 175. évben (i. sz. 791/792-ben) Szulajmán öccse, Matruh al-Arabí felkelt I. Hisám córdobai emír ellen, és bevonult Zaragozába, Shabrit csatlakozott a felkelőkhöz. Amrus azonban nemcsak hogy lojális maradt az emírhez, de egy Szarhabil ibn Szaltán al-Zawagi nevű társával egy óvatlan pillanatban fegyveresen rátört Matruhra, és megölték a felkelő vezért. Ezután Córdobába ment, hogy beszámoljon a sikeres merényletről. Hisám emír jutalmul Talavera kormányzójává tette.

## I. al-Hakam uralma alatt
798-ban tört ki Bahlul ibn Marzuq zaragozai felkelése. A lázadók 800-ban már az addig Banu Szalama taifához tartozott Huescát is elfoglalták. Ezután Hisám emír Toledóból sereget küldött a felkelés leverésére, és parancsnokká a Bahlulhoz hasonlóan a környékről származó Amrust nevezte ki. Amrus határozott hadmozdulatokkal gyorsan leverte a felkelést; Bahlul elmenekült. Amrus (802-ben) helyőrséget telepített a stratégiailag jelentősnek ítélt Tudelába (Banu Qasi fővárosába), és az erősség parancsnokává fiát, Júszuf ibn Amrust nevezte ki.
Al-Hakam ezután Toledóba vezényelte, ahol Amrus a polgárok elégedetlenségét tőle szokatlan, nem várt kegyetlenséggel fojtotta el.
Zaragoza 802 decemberében ismét felkelt, és a felkelést ezúttal (a közeli Pamplona, Álava és Cerdanya keresztény grófjainak támogatásában bízva) a Tudela megszállása miatt elégedetlen Músza ibn Fortún, Banu Qasi harmadik fejedelme, al-Hakam korábbi szövetségese vezette. Toledo pacifikálása után al-Hakam ismét északra vezényelte Amrust, aki az újabb felkelést is leverte; ezután az emír valamikor 803/804-ben Zaragoza kormányzójává nevezte ki. Amrus ebben a minőségében Shabritot tette Huesca helytartójává. 807-ben a tőle megszokott eréllyel fojtotta el a tudelai felkelést, majd az Oriol aragóniai gróf halála utáni interregnumot kihasználva elfoglalta Aragónia keleti részét, a későbbi Sobrarbét.

## Halála, utódlása
Egyes források szerint 40 nap híján tíz évig volt Zaragoza kormányzója, tehát az iszlám időszámítás szerint 198-ban (i. sz. 813/814-ben halt meg), mások szerint viszont már 193-ban (808/809-ben).
A pireneusi területeket (a későbbi Sobrarbe grófságot) az Oriol utódává kinevezett Aznar Galíndez 814-ben visszafoglalta — az Amrus halálát 813/814-re tevő elképzelés hívei szerint az ezt követő interregnumban.
A tőle eredeztetett Banu Amrusz (arabul: بنو عمروس) család a 10. századig a legbefolyásosabb tényezők egyike maradt az Ebro felső folyásának vidékén.

## Fordítás
- Ez a szócikk részben vagy egészben  az   Amrus ibn Yusuf című angol Wikipédia-szócikk ezen változatának fordításán alapul.  Az eredeti cikk szerkesztőit annak laptörténete sorolja fel. Ez a jelzés csupán a megfogalmazás eredetét és a szerzői jogokat jelzi, nem szolgál a cikkben szereplő információk forrásmegjelöléseként.